# Lampreht
Lampreht je priimek več znanih Slovencev:
- Miha Lampreht (*1957), novinar, dopisnik, medijski direktor, alpinist, prevajalec
- Rajmund Lampreht, zgodovinar, genealog